# Joseph Huber (Komponist)
Joseph Huber (* 17. April 1837 in Sigmaringen; † 23. April 1886 in Stuttgart) war ein deutscher Geiger und Komponist.
Studium am Konservatorium Berlin/L.Ganz, Marx, Weimar/Cornelius, Singer; Joseph Huber war zunächst in der Kapelle des Fürsten von Hechingen in Löwenberg und 1864 Konzertmeister in Leipzig.
Er war seit 1865 Mitglied der Hofkapelle in Stuttgart, verfolgte als Komponist eigene (teilweise den Wagnerschen verwandte) Wege und verschmähte die Tonartvorzeichen. Er schrieb vier einsätzige Symphonien, darunter Nr. 3 „Durch Dunkel zum Licht“ und Nr. 4 „Gegen den Strom“, die Opern „Rose von Libanon“ und „Irene“ (1881), Violin- und Violoncellostücke, Lieder usw.